# Hemiancistrus chlorostictus
Hemiancistrus chlorostictus är en fiskart som beskrevs av Cardoso och Malabarba, 1999. Hemiancistrus chlorostictus ingår i släktet Hemiancistrus och familjen Loricariidae. Inga underarter finns listade i Catalogue of Life.